# Polizeiruf 110: Rosis Baby
Rosis Baby ist ein Fernsehfilm aus der Krimireihe Polizeiruf 110. Der für den Bayerischen Rundfunk produzierte Film wurde am 3. August 2008 erstgesendet. Das Münchner Ermittlerteam Tauber und Obermaier haben den Totschlag an einer Frau aufzuklären.

## Handlung
Die mit dem Down-Syndrom lebende Rosi Drechsler und ihre Mutter Judith haben in einer Rasthofgaststätte Streit. Daraufhin verlässt die Mutter die Gaststätte und Rosi wartet vergeblich auf ihre Rückkehr. Als sie sich dann auf die Suche nach ihr begibt, findet sie ihre Mutter verletzt auf dem Parkplatz. Jemand hat sie niedergeschlagen und sie wird schwer verletzt ins Krankenhaus gebracht, wo sie später ihren Verletzungen erliegt. 
Die Kommissare Jürgen Tauber und Jo Obermaier ermitteln. Die Befragung von Rosi Drechsler ergibt zunächst keine Anhaltspunkte. Auch Rosis Vater, von dem ihre Mutter schon länger geschieden ist, kann sich nicht vorstellen, wer seine Exfrau überfallen haben könnte.
Nachdem Tauber und Obermaier herausfinden, dass Rosi im dritten Monat schwanger ist und ihre Mutter mit ihr auf dem Weg zu einer Abtreibungsklinik war, wird ein Motiv für die Tat erkennbar. So wollen die Kommissare klären, wer der Vater des Kindes ist und ob er möglicherweise die Abtreibung verhindern wollte. Das gestaltet sich zunächst schwierig. Offensichtlich ist Rosi mit Claus Born, dem behinderten Sohn des Zahnarztes Dr. Robert Born befreundet, was Tauber zu dem Schluss bringt, dass er der Vater von Rosis Baby sein dürfte. Da Claus zu Aggressionen neigt, käme er durchaus als Täter in Betracht. Doch Rosi schweigt beharrlich, was den Vater ihres Babys angeht. Tauber und Obermaier müssen ihren Verdacht verwerfen, als sie erfahren, dass Claus Born bereits seit Jahren sterilisiert ist. Angeblich war auch Rosi dies nicht bewusst und so verrät sie in ihrer Enttäuschung, dass ihr Freund Claus nicht der Vater ist, dass sie auch mit dessen Vater geschlafen hätte.
Tauber und Obermaier konfrontieren Robert Born mit ihrem Erkenntnisstand und dieser räumt die Vaterschaft  ein. Er hätte Rosis Mutter davon überzeugen wollen, ihre Tochter in eine Abtreibungsklinik zu bringen. Dabei hätte ihm Rosis Vater geholfen, dem er sogar Geld gezahlt, damit er diesbezüglich auf seine Exfrau einwirkt, die nach wie vor Skrupel hatte. Offensichtlich liegt hier das Tatmotiv, denn Rosis Vater hatte finanzielle Probleme und war auf diese „Prämie“ angewiesen.
Als die Ermittler Michael Drechsler wegen des dringenden Tatverdachts des Totschlags festnehmen wollen, ist dieser gerade mit seiner Tochter unterwegs in eine Abtreibungsklinik nach Tschechien. Da sie ohne offizielle Amtshilfe im Ausland nicht agieren dürfen, können sie nicht schnell genug handeln. Als sie die Klinik erreichen, können sie Rosis Baby nicht mehr retten, ihren Vater nehmen sie allerdings in Gewahrsam.

## Hintergrund
Der Film wurde vom 23. Oktober 2007 bis 26. November 2007 in München und Umgebung gedreht. Um die Behinderten-Thematik überzeugend darstellen zu können, wurde Juliana Götze vom Berliner „Theater RambaZamba“, das mit behinderten Künstlern arbeitet, für die Hauptrolle gewonnen.

## Rezeption

### Kritiken
Bei der Frankfurter Allgemeinen kritisiert Torsten Körner und meint: „Der Film hat viele Geschichten in petto. Dank Andreas Kleinerts zudringlicher Regie kommt ihm die Gradlinigkeit aber nicht abhanden. […] Es ist auch dem Drehbuch von Matthias Pacht und Alex Buresch zu verdanken, dass dieses Liebespaar [in der Geschichte des Films] derart überzeugend zusammenfindet. Die Autoren loten nicht nur die Sprache der Liebe aus, sie stellen auch unsere Semantik in Frage. Sind vielleicht wir die ‚Fehler‘ und die anderen sind ‚richtig‘? Sind wir, die Nichtbehinderten, nicht vielmehr die verhinderten Menschen? Sind nicht wir diejenigen, die Rosis Hilfe brauchen? Der Film gibt keine plakativen Antworten, aber er hilft, Barrieren zu überwinden.“
Rainer Tittelbach von tittelbach.tv meint: „‚Rosis Baby‘ ist ein wendungsreicher Krimi, der sich zum Familiendrama auswächst. Bei allem aber bleibt das ‚Sorgenkind‘ Rosi im Mittelpunkt. Sie ist das Herzstück des Falls, der Aktivposten. Sie führt die Kommissare in diesem winterlichen ‚Polizeiruf‘ aus München gelegentlich aufs Glatteis, sie sorgt aber auch für die nötige ‚Wärmezufuhr‘. Und sie lässt den so unsensiblen Tauber eine völlig neue Seite von sich entdecken.“

„Die Suche nach dem Täter und dem Vater des Kindes schürt die Spannung. Aber der Krimi vollbringt das Kunststück, diese Suche zeitweilig völlig vergessen zu lassen. Gebannt folgen wir Rosi in ihre Welten folgt und sehen, wie Tauber sein Herz an sie verliert. Dabei ist der Film ungemein dezent, nie hat man das Gefühl, hier werde uns Rührung billig abgeluchst. Und schließlich bangt man bis zum Schluss: Wird Rosi ihr Baby behalten können?“

### Einschaltquoten
Die Erstausstrahlung von Rosis Baby am 3. August 2008 wurde in Deutschland von 6,26 Millionen Zuschauern gesehen und erreichte einen Marktanteil von 22,1 Prozent für Das Erste.

### Auszeichnungen
- 2009: Hamburger Krimipreis für Andreas Kleinert
- 2009: Bobby für Juliana Götze, Michaela May und Edgar Selge[6]
- 2009: Robert-Geisendörfer-Preis für Andreas Kleinert, Matthias Pacht und Alex Buresch[7]